# Ruston, Proctor and Company
Ruston, Proctor and Company war ein britischer Industriekonzern, der unter den Markennamen Ruston & Proctor und Ruston Industriegüter herstellte wie Maschinen, Dampfmaschinen, Schwerölmotoren aller Größen und für vielfältige Anwendungen; dazu Nutzfahrzeuge wie Lokomobile, Ackerschlepper, Traktoren, Baumaschinen und Straßenwalzen, Raupenfahrzeuge, Lokomotiven und kurzzeitig auch ein Flugzeug. 1918 fusionierte das Unternehmen mit Richard Hornsby & Sons, woraus Ruston & Hornsby entstand.

## Unternehmensgeschichte

### 19. Jahrhundert
Proctor and Burton wurde 1840 von James Toyne Proctor und Theophilus Burton in Lincoln als Engineeringunternehmen gegründet und betätigte sich im Mühlenbau und der Produktion von Baumaschinen und Agrartechnik. 1851 waren acht Angestellte beschäftigt. 1857 wurde Joseph Ruston Partner, was zu Umbenennung in Ruston, Burton and Proctor führte. Nur ein halbes Jahr später schied Burton aus. Seinen Anteil am Unternehmen konnte Ruston übernehmen. Das Unternehmen wurde noch 1857 erneut umbenannt in Ruston, Proctor and Company. Es diversifizierte in verschiedene Bereiche, wobei Stationärmotoren und Dreschmaschinen besonders erfolgreich waren. In den 1860er Jahren gewann das Unternehmen Preise damit. 1861 waren 156 Angestellte beschäftigt. Joseph Ruston wurde 1865 alleiniger Inhaber des Unternehmens.
1866 begann der Bau von Tenderlokomotiven mit der Achsfolge 0-4-0 für das Baugewerbe. Eine der ersten dieser Loks wurde 1867 an der Weltausstellung in Paris gezeigt. 1868 entstanden fünf 0-6-0-Lokomotiven nach Entwürfen von Samuel Waite Johnson. Abnehmer war die Great Eastern Railway. 16 Exemplare wurden nach Argentinien verkauft. Ruston & Proctor-Gerät wurde auch beim Bau des Manchester Ship Canal verwendet. 0-4-0ST-Lokomotiven wurden in den 1880er Jahren nach Südafrika verkauft und sowohl von Minengesellschaften in Kimberley wie auch von den Cape Government Railways, etwa beim Bau einer Brücke über den Oranje bei Norvalspont.

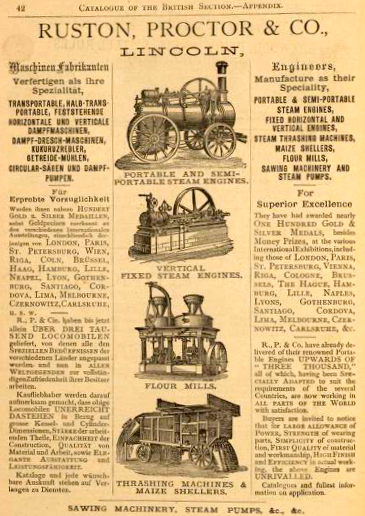
Katalogeintrag Weltausstellung 1873 in Wien.

Die Herstellung von Portable steam engines wurde in den 1870er Jahren aufgenommen; an der Weltausstellung 1873 in Wien wurde neben Dreschmaschinen, Maisschälern und stationären Dampfmaschinen mit stehendem Kessel auch mit Portables und Semi-Portables geworben. 1876 waren Versionen mit 6, 7, 8 und 10 nhp Leistung erhältlich. 1874 erwarb das Unternehmen die Rechte an James Dunbars Dampfbagger und produzierte es als Dunbar & Ruston Steam Navvy.
Zwischen 1881 und 1888 erwirtschaftete Ruston, Proctor and Company einen durchschnittlichen Gewinn von jährlich 50.000 Pfund. Die Zahl der Mitarbeiter stieg auf 1000 im Jahr 1881 und auf 1600 im Jahr 1889. In diesem Jahr erfolgte die Umwandlung in eine Limited Company mit einem Aktienkapital von 500.000 Pfund. Als Joseph Ruston 1897 verstarb, beschäftigte das Unternehmen bereits 2000 Personen.
In seinem Nachruf errechnete das Fachmagazin The Engineer, dass das Unternehmen zwischen 1857 und Mai 1897 neben einer beträchtlichen Zahl anderer Maschinen und Geräte 20.800 Motoren, 19.700 Dampfkessel, 10.900 Dreschmaschinen und 1350 Getreidemühlen hergestellt hatte.

### 20. Jahrhundert

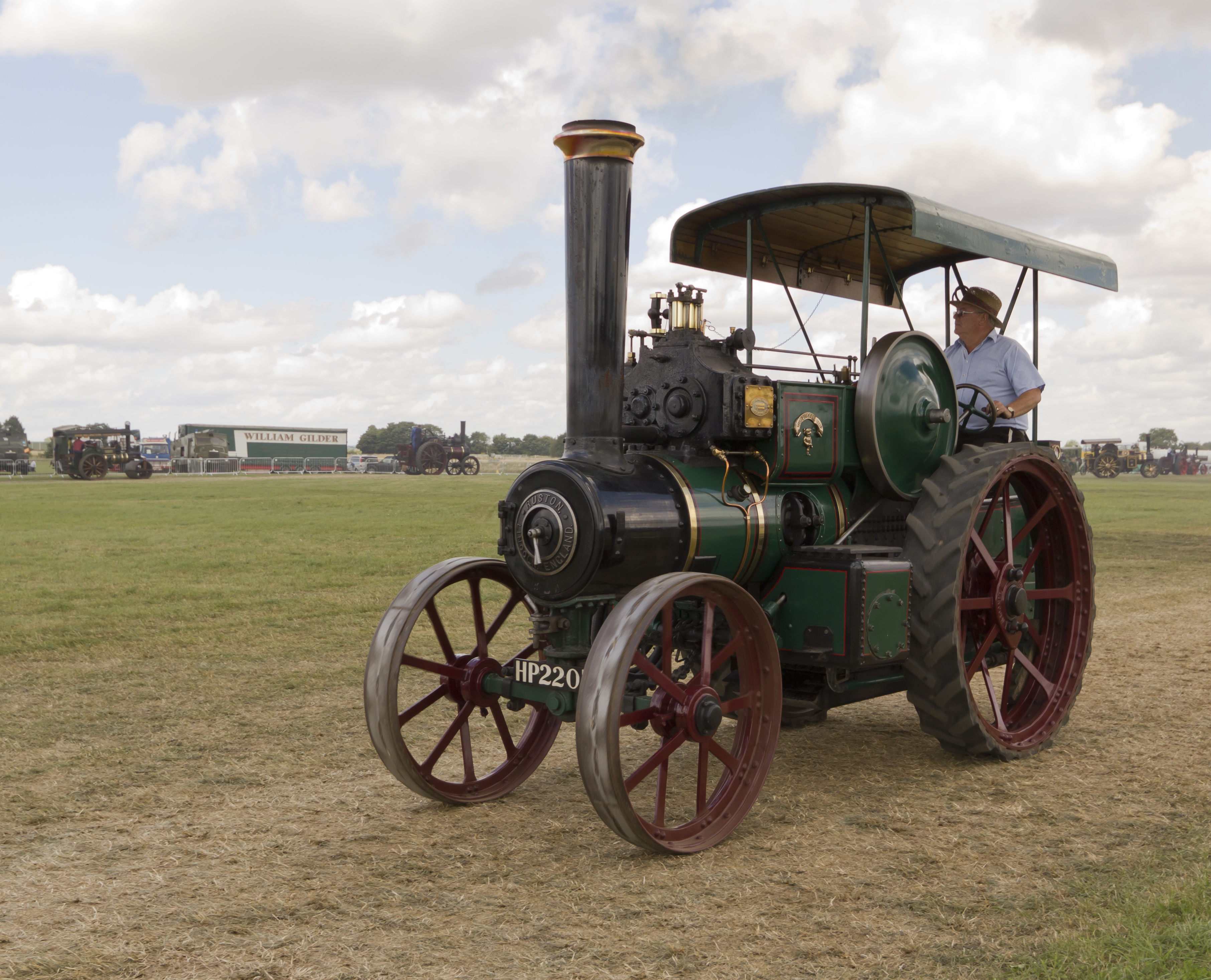
Ruston Proctor Dampftraktor "The Lincoln Imp" (1909–1925).

1896 wurde in Großbritannien der Red Flag Act aufgehoben. In der Folge begannen verschiedene Unternehmen mit der Herstellung von Straßenfahrzeugen, die oft mit Dampf betrieben wurden. Bereits 1897 begann auch dieses Unternehmen mit der Produktion solcher Nutzfahrzeuge. Zunächst wurden Straßenzugmaschinen mit einer Zugkraft von 3 tn. aufgenommen. Solche Produkte hatten allerdings zunächst nur begrenzten Einfluss auf den Markt.
Auf der Royal Agricultural Show in York stellte Ruston Proctor Stationärmotoren, Portables und selbstfahrende Lokomobile aus.
Ab 1900 ist der Bau von Traction engines mit Dampfantrieb belegt.
1914 bot das Unternehmen Lokomobile, Straßenwalzen, Dampfkessel in verschiedenen Ausführungen, Zentrifugalpumpen, Maisschäler, Heuwender und Strohpressen an.

### Whitaker Brothers
1911 übernahm das Unternehmen Whitaker Brothers in Horsforth bei Leeds, ebenfalls Hersteller von Dampf-Schienenbaggern.
Am 11. September 1918 kam es zur Fusion.

### Flugdrohne "AT"

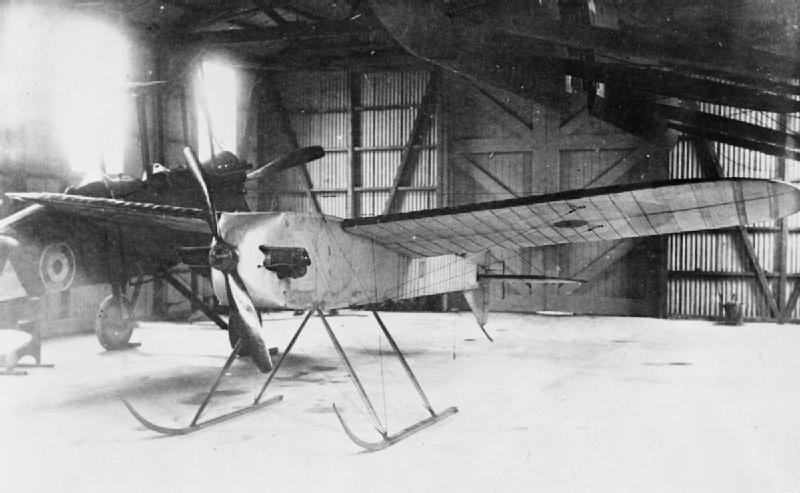
Flugdrohne Ruston & Proctor AT (1917).

Das Unternehmen entwickelte mit dem Ruston-Proctor Aerial Target das erste funktionsfähige unbemannte Luftfahrzeug in Großbritannien. Konstrukteur war Archibald Low. Die AT gilt auch als erstes funktionsfähiges, ferngelenktes Flugzeug und entstand ungefähr zur gleichen Zeit, als Charles Kettering Versuche mit dem Aerial Torpedo anstellte, einem unbemannten Flugzeug und Vorläufer des Marschflugkörpers. Dieser wurde nicht ferngelenkt, sondern steuerte sich selber mittels Kreiselkompass und technischen Einrichtungen wie Zählwerken, die vor dem Flug eingestellt werden mussten. Am 21. März 1917 fand eine Demonstration vor hohen Militärs statt. Obwohl die Vorführung mit einem Absturz des Flugkörpers nach einem Motorendefekt endete, konnte davor doch ein kontrollierter ferngelenkter Flug demonstriert werden.

## Produkte

### Dampfmaschinen und -lokomobile
Eine Quelle listet 13 existierende Exemplare auf. Allerdings ist eines davon auf 1922 datiert, muss also vom Nachfolgeunternehmen stammen.

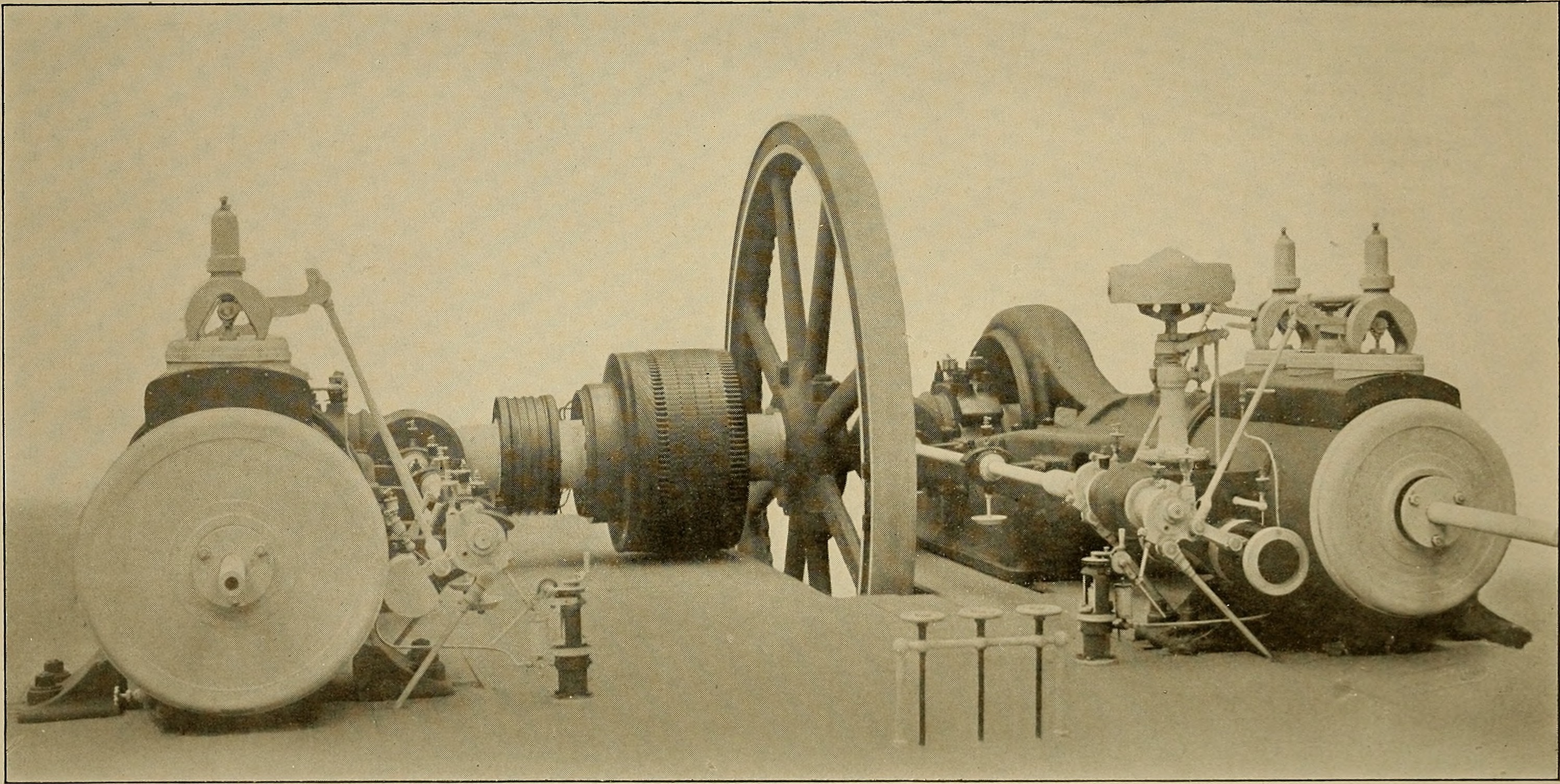
Ruston & Proctor Einzylinder-Stationärmotor (1904).
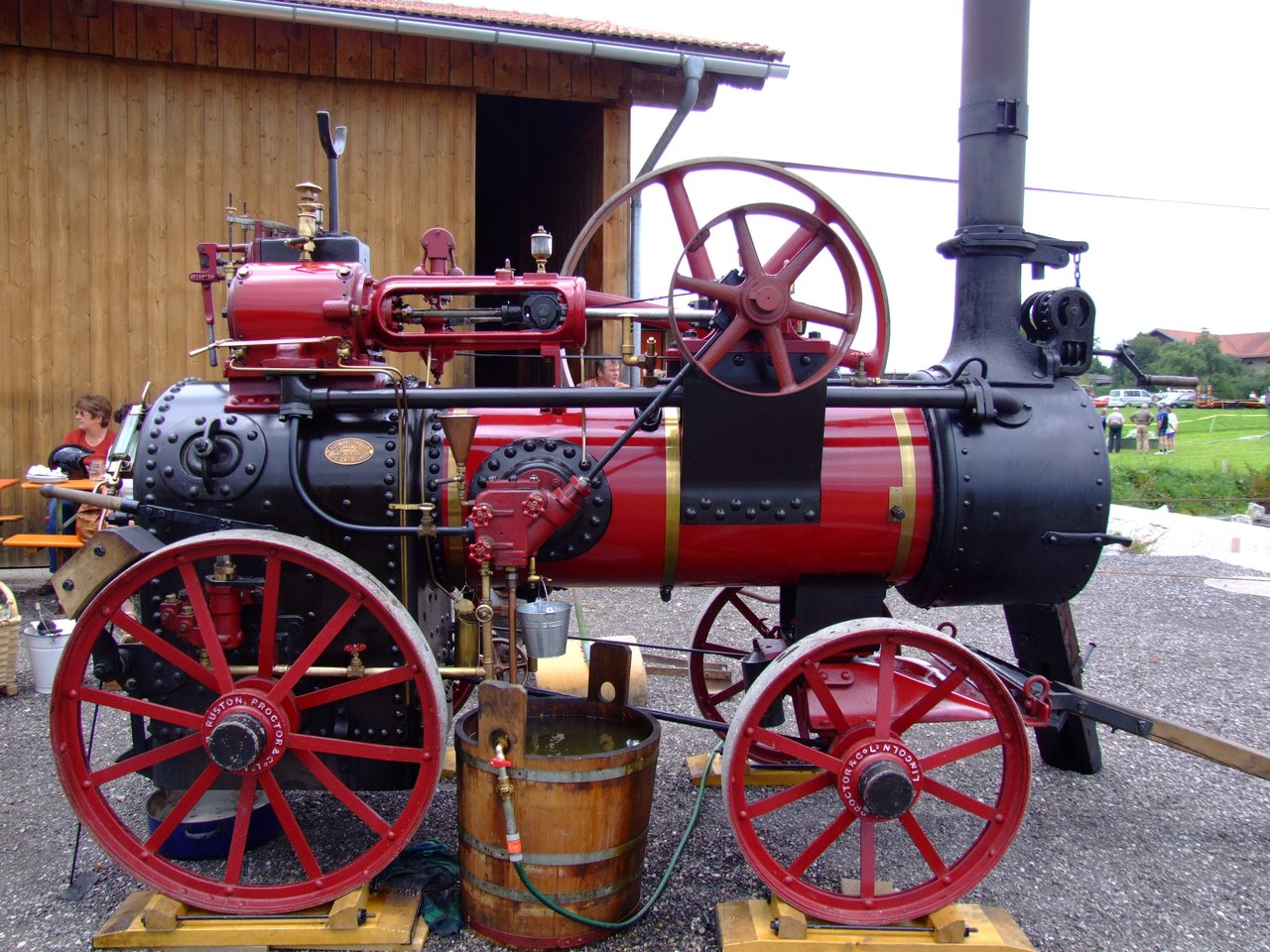
Ruston & Proctor 8ATM Portable steam engine, 4 HP (1909.)

### Lokomotiven, Dampfbagger und Schwerindustrie

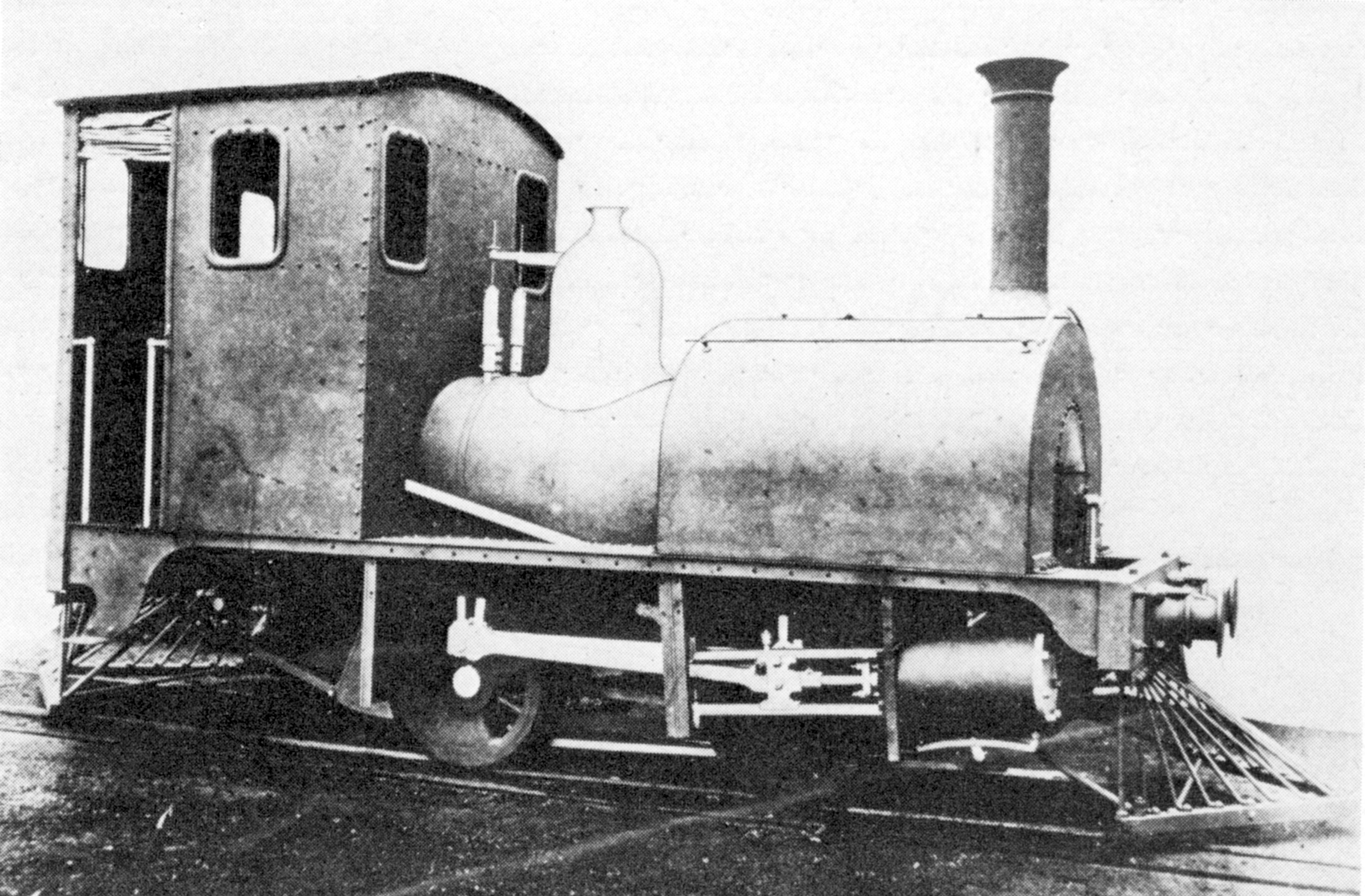
Ruston & Proctor 0-4-0ST "Coffee Pot" Lokomotive in Südafrika (1881).
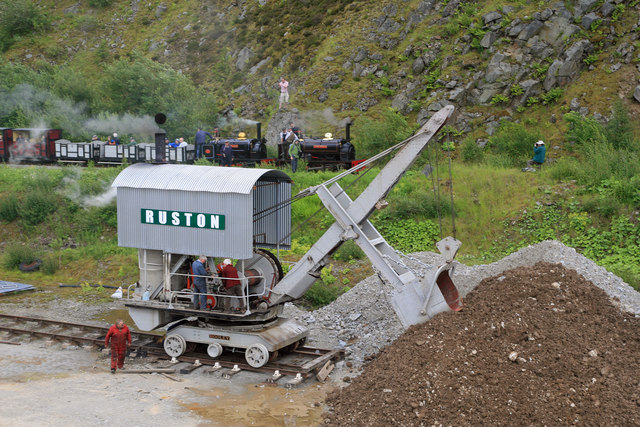
Ruston & Proctor Dampfschienenbagger.
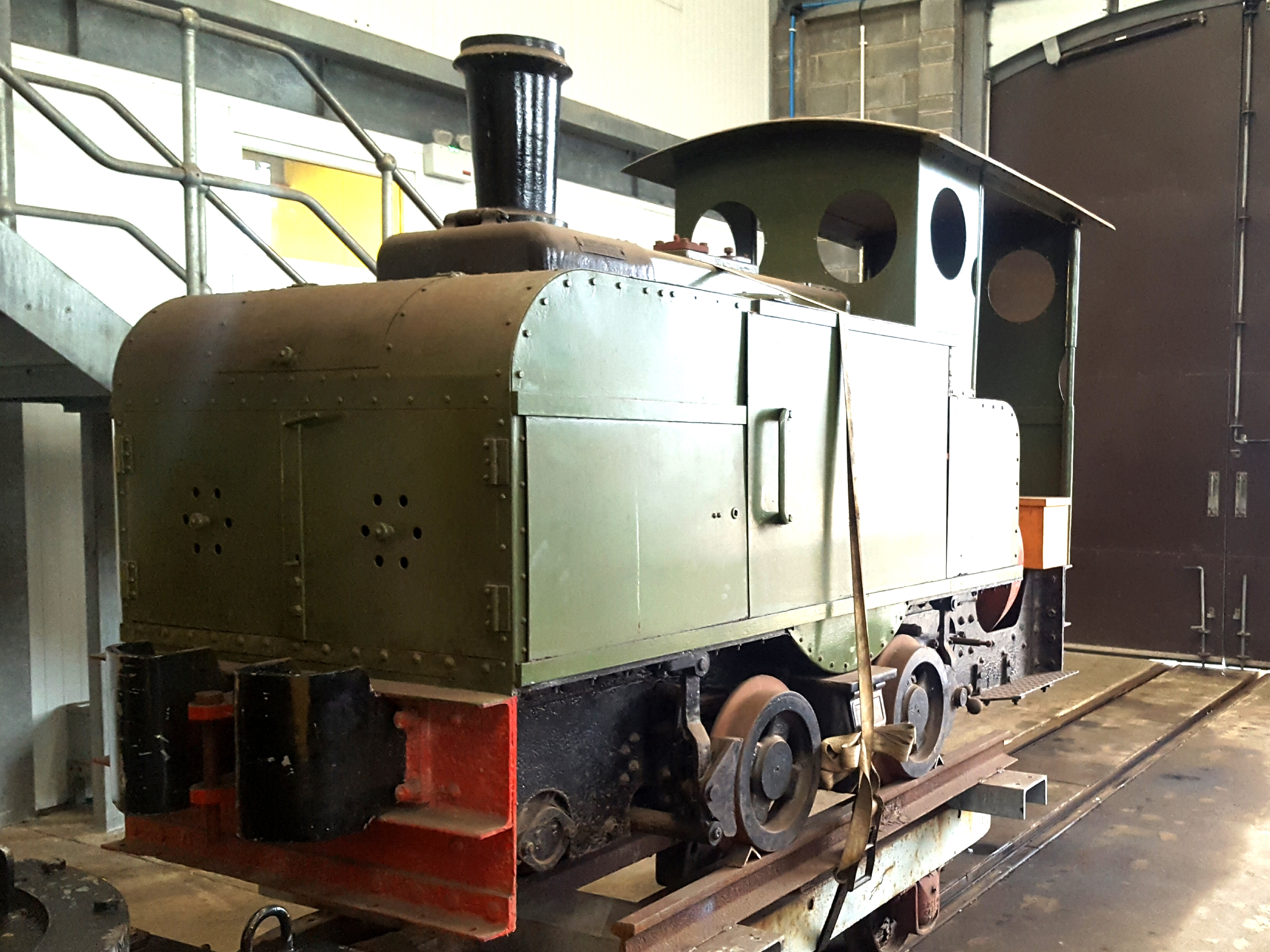
Ruston-Proctor ZLH Paraffinmotorlokomotive.

### Verbrennungsmotoren
Mit der Ruston Class Z wurde 1898 die erste Baureihe von Verbrennungsmotoren produziert, gefolgt von Class X 1902, Class O 1909 und Class OH 1915. Letztere blieb beim Nachfolgeunternehmen Ruston & Hornsby bis 1925 im Programm.

### Dampfbetriebene Nutzfahrzeuge, Zugmaschinen
Die eigentliche Nutzfahrzeugproduktion begann 1897 mit der Einführung eines Dampfschleppers mit 3 tn Zugkraft. Er hatte wenig Erfolg am Markt. Der folgende Viertonner verkaufte sich besser.
Das Motor, Marine and Aircraft Red Book 1913–1917 führt Ruston, Proctor and Co. als Hersteller von Dampfwagen, -traktoren und -pflügen, nennt aber keine Details.

### Paraffinmotoren
Das Motor, Marine and Aircraft Red Book 1913–1917 führt Ruston, Proctor and Co. als Hersteller von Fahrzeugen mit Paraffinmotoren, nennt aber keine Details.

### Benzinmotoren
Das Motor, Marine and Aircraft Red Book 1913–1917 führt Ruston, Proctor and Co. als Hersteller von Benzinwagen, -traktoren und -pflügen sowie weiterer Agrartechnik, nennt aber keine Details.

### Benzinfahrzeuge

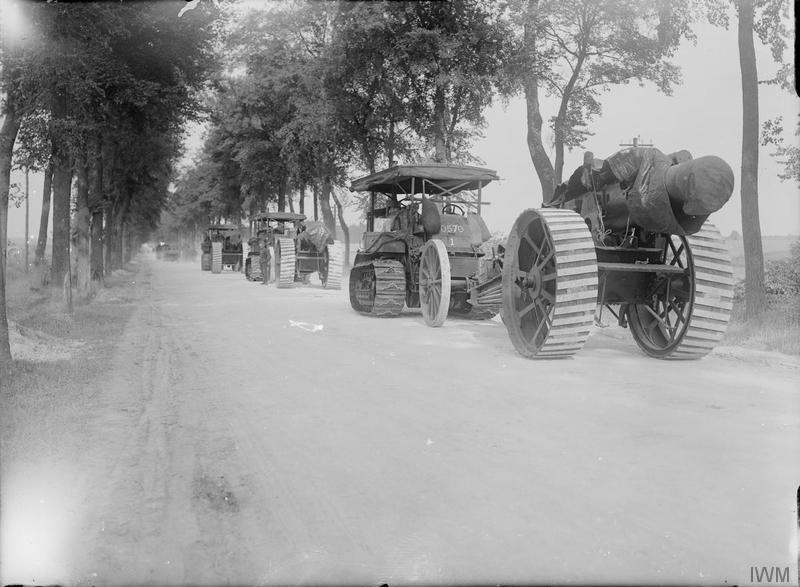
Ruston 75 HP-Artilleriezugmaschinen während der Schlacht an der Somme, Juli bis November 1916.

### Flugzeuge und Luftfahrttechnik
Das Unternehmen stellte am 25. Januar 1918 sein tausendstes Flugzeug des Typs Sopwith Camel her.

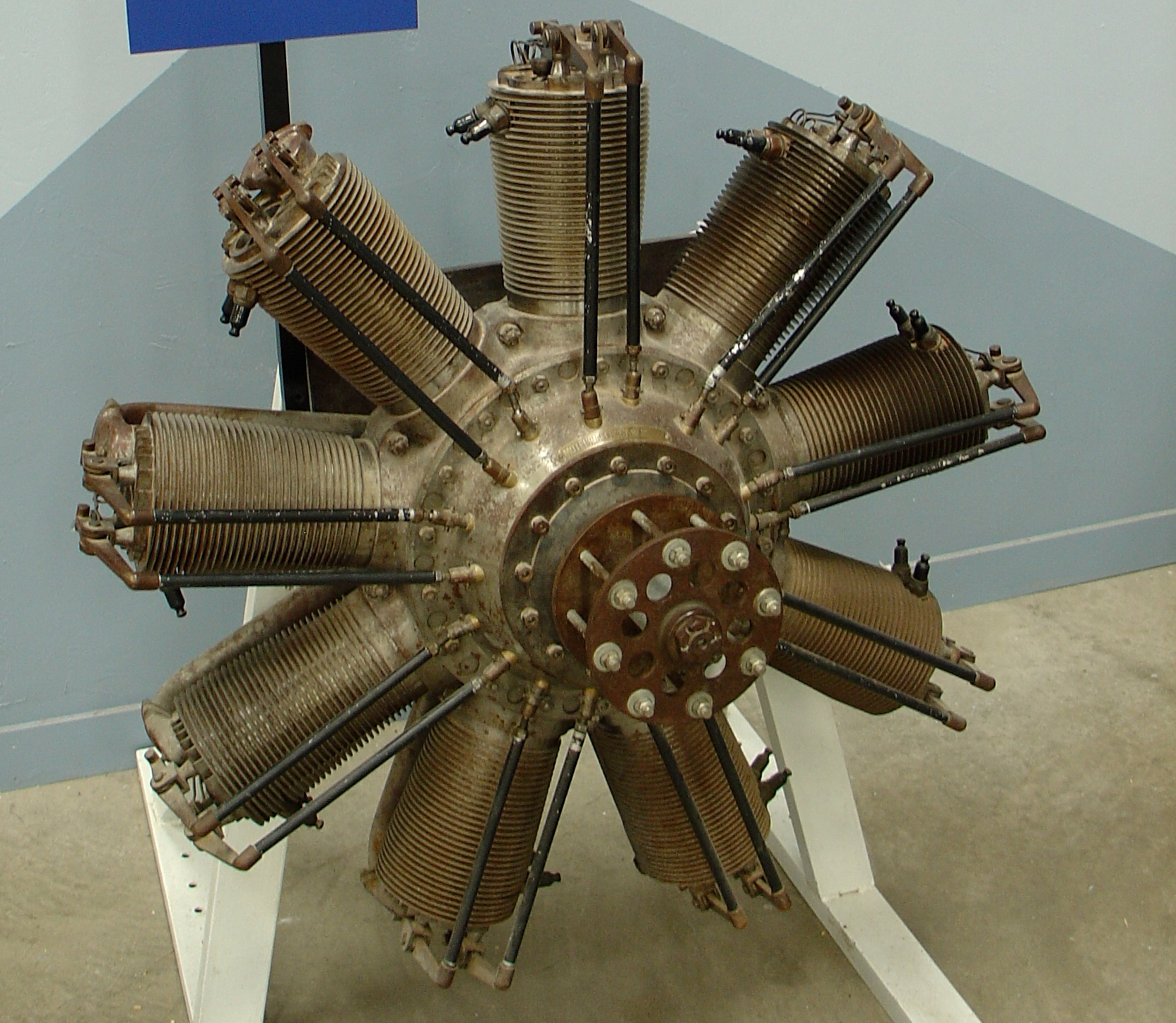
Flugzeugmotor  Clerget 9B. Dieser Neunzylinder-Umlaufmotor wurde u. a. bei Ruston, Proctor and Company in Lizenz gefertigt.
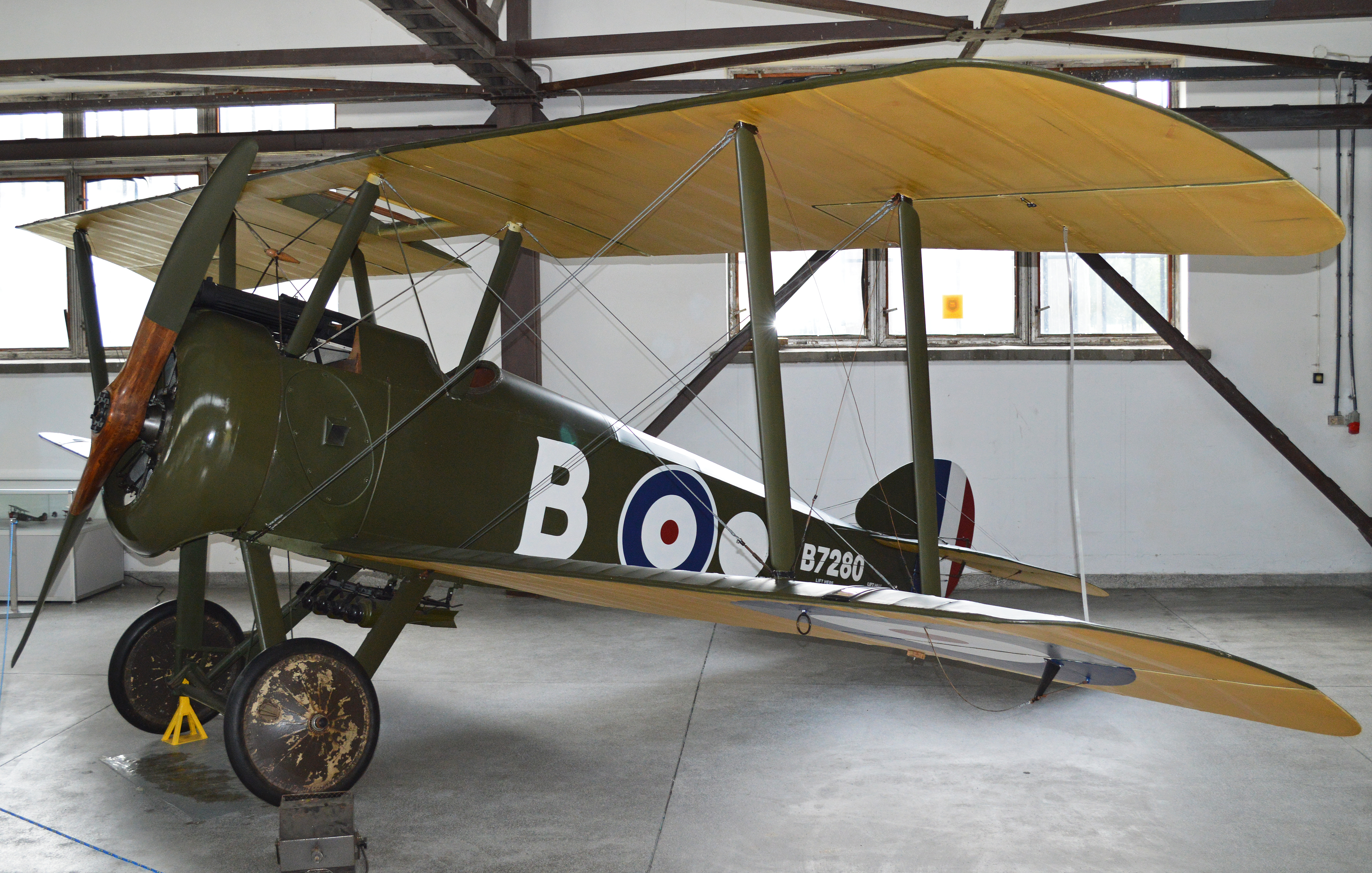
Das Jagdflugzeug Sopwith  F.1 Camel wurde u. a. bei Ruston, Proctor and Company in Lizenz gefertigt.